# José Trinidad Cabañas
José Trinidad Cabañas Fiallos foi um militar e político hondurenho que foi Presidente da República de Honduras (1852 - 1855) e um defensor das idéias liberais que apoiaram a união da América Central.